# Intoxication au paracétamol
 Mise en garde médicale
L'intoxication au paracétamol, aussi appelée surdosage au paracétamol, est causée par une consommation excessive de ce médicament (acétaminophène).  Dans les 24 premières heures suivant le surdosage, la plupart des personnes présentent peu ou pas de symptômes spécifiques. Les signes initiaux peuvent inclure une fatigue inhabituelle, des douleurs abdominales ou des nausées. Une phase asymptomatique suit généralement pendant quelques jours, avant l’apparition d’une jaunisse, de troubles de la coagulation sanguine et d’une confusion mentale liés à une insuffisance hépatique. D'autres complications possibles incluent une insuffisance rénale, une pancréatite, une hypoglycémie et une acidose lactique. En l'absence de traitement, certains cas peuvent se résoudre spontanément, tandis que d'autres peuvent être mortels. Si la personne survit, elle récupère généralement complètement en quelques semaines.
L'intoxication au paracétamol peut être accidentelle ou résulter d'une tentative de suicide. Les facteurs de risque de toxicité incluent l’alcoolisme, la malnutrition et l’association avec certains autres médicaments. Les lésions hépatiques ne sont pas causées directement par le paracétamol, mais par l’un de ses métabolites, la N- acétyl-p-benzoquinone imine (NAPQI). La NAPQI réduit les réserves de glutathion dans le foie et provoque des dommages cellulaires. Le diagnostic repose sur la mesure du taux sanguin de paracétamol à des intervalles précis après l’ingestion. Ces valeurs sont généralement interprétées à l’aide du nomogramme de Rumack-Matthew, qui permet d’évaluer le niveau de risque.
Le traitement peut inclure l'administration de charbon actif si la personne consulte un médecin rapidement après le surdosage. Il n’est pas recommandé de provoquer le vomissement. Si un risque de toxicité est identifié, l’antidote acétylcystéine est préconisé. Ce traitement est généralement administré pendant au moins 24 heures. Un suivi psychiatriques peut être nécessaire après la guérison. En cas de lésions hépatiques sévères, une transplantation hépatique peut s'avérer indispensable. La décision repose souvent sur des critères tels qu'un pH sanguin bas, un taux élevé de lactate sanguin, des troubles de la coagulation ou une encéphalopathie hépatique avancée. Avec une prise en charge rapide, l’insuffisance hépatique reste rare. Le taux de mortalité est d’environ 0,1 % des cas.
L'intoxication au paracétamol a été décrite pour la première fois dans les années 1960. Les taux d’intoxication varient considérablement d’une région du monde à l’autre. Aux États-Unis, plus de 100 000 cas sont recensés chaque année. Au Royaume-Uni, il s’agit du médicament le plus fréquemment impliqué dans les surdoses. Les jeunes enfants sont particulièrement concernés. Aux États-Unis et au Royaume-Uni, le paracétamol est la principale cause d’insuffisance hépatique aiguë,.